# Louis I Du Guernier
Ne doit pas être confondu avec Louis Du Guernier.
Louis I Du Guernier est un peintre miniaturiste, émailleur et dessinateur français, né à Paris en 1614, et mort dans la même ville en 1659.

## Biographie
Louis Du Guernier naît le 14 avril 1614 à Paris, fils du peintre miniaturiste Alexandre Du Guernier (ca. 1550 - ca. 1628) et petit-fils d'un parlementaire de Rouen. A la suite des guerres de religion, la famille, étant de confession protestante, perd tout et Louis Du Guernier se voit obligé de peindre des miniatures. Il a probablement appris la peinture sur émail auprès de Jean Toutin.
Samuel Bernard qui travaille avec lui, a gravé son portrait en 1648.
Il est un des premiers membres de l’Académie royale de peinture et de sculpture à laquelle il adhère le 16 août 1651. À ce titre, il fait partie des « Douze Anciens ». Le 6 juillet 1655, il est nommé Professeur.
Louis Du Guernier meurt le 16 janvier 1659 à son domicile parisien situé quai de l'Horloge, et est enterré le lendemain au cimetière du faubourg Saint-Germain.

## Famille
- Louis Du Guernier l'Ancien (1550-vers 1620), peintre de miniatures, il a fait beaucoup de dessins pour des livres d'heures et des bréviaires, ainsi que des portraits des personnages du temps. Il a peint un livre de prières pour le duc de Guise
  - Alexandre Du Guernier l'Ancien, peintres de portraits et de miniatures, mariée à Marie Dauphin,
    - Louis I Du Guernier (1614-1659), peintre de miniatures, marié à Marguerite Du Cloux,
    - Suzanne Du Guernier (1618-1658), mariée en premières noces en 1635 avec Nicolas Colsonnet, mariée en secondes noces en 1641 avec Sébastien Bourdon (1616-1671),
    - Alexandre Du Guernier le Jeune (vers 1620-†1655) mariée à Anne Du Rat,
    - Pierre Du Guernier (1624-1674), le meilleur peintre sur émail de son temps,
    - Marguerite Du Guernier (1625-1671).

Louis II Du Guernier (1677-1716), graveur, probablement un descendant de Louis I Du Guernier.